# Bruno Lima
Bruno Lima (San Juan, 4 de febrero de 1996) es un jugador argentino de voleibol integrante de la Selección nacional y del club Vôlei Renata de la Liga brasileña. Compitió en los Juegos Olímpicos de Río de Janeiro 2016 y Tokio 2020, donde obtuvo la medalla de bronce y fue el mayor anotador del torneo con 138 puntos.

## Palmarés

### Clubes
- Campeonatos nacionales
  - 2014/2015  Copa Argentina, con Bolívar Vóley
  - 2017/2018  Supercopa de Francia, con Chaumont VB 52

### Selección juvenil
- 2012  Campeonato Sudamericano CSV U19
- 2015  Campeonato Mundial FIVB U21[3]
- 2016  Copa Panamericana Sub-23

### Selección mayor
- Medalla de bronce en los Juegos Olímpicos de Tokio 2020

### Premios individuales
- 2019: Liga de Naciones FIVB - Mejor atacante
- 2019: Campeonato Sudamericano - Mejor opuesto
- 2021: Juegos Olímpicos - Mejor atacante y máximo anotador